# Nectandra pulchra
Nectandra pulchra är en lagerväxtart som beskrevs av Ekman & O. Schmidt. Nectandra pulchra ingår i släktet Nectandra och familjen lagerväxter. Inga underarter finns listade i Catalogue of Life.